# 萬雲翱
萬雲翱（？—？），河南人，清朝政治人物。举人出身。
光绪二十九年，擔任清朝廣東省潮州府豐順縣知縣。后由單夢祥接任。